# Деце
Деце (пол. Decie) — село в Польщі, у гміні Коритниця Венґровського повіту Мазовецького воєводства.
Населення — 47 осіб (2011).
У 1975-1998 роках село належало до Седлецького воєводства.

## Демографія
Демографічна структура станом на 31 березня 2011 року:
|          | Загалом | Допрацездатний вік | Працездатний вік | Постпрацездатний вік |
| -------- | ------- | ------------------ | ---------------- | -------------------- |
| Чоловіки | 25      | 2                  | 20               | 3                    |
| Жінки    | 22      | 4                  | 13               | 5                    |
| Разом    | 47      | 6                  | 33               | 8                    |